# Steen Rømer Larsen
Steen Rømer Larsen (ur. 24 lutego 1949 w Kopenhadze) – duński piłkarz występujący na pozycji napastnika.

## Kariera klubowa
Larsen karierę rozpoczynał w 1968 roku w drugoligowym zespole B1903. W sezonie 1968 awansował z nim do pierwszej ligi, a w następnym zdobył mistrzostwo Danii. Pod koniec 1969 roku przeszedł do francuskiego FC Nantes. W Division 1 zadebiutował 21 grudnia 1969 w przegranym 0:2 meczu z FC Rouen. W Nantes grał do końca sezonu 1969/1970.
W 1970 roku Larsen odszedł do belgijskiego Royale Union Saint-Gilloise. W sezonie 1972/1973 spadł z nim z pierwszej ligi do drugiej. W 1974 roku wrócił do B1903. W sezonie 1976 zdobył z nim mistrzostwo Danii, a w sezonie 1979 Puchar Danii. Z kolei w sezonie 1983 spadł z klubem do drugiej ligi. W 1984 roku zakończył karierę.

## Kariera reprezentacyjna
W reprezentacji Danii Larsen zadebiutował 23 czerwca 1968 w wygranym 5:1 meczu Mistrzostw Nordyckich z Norwegią, w którym strzelił też dwa gole. W latach 1968–1969 w drużynie narodowej rozegrał 8 spotkań i zdobył 4 bramki.